# Abdulah Gegić
Abdulah Gegić (ur. 19 marca 1924 w Novim Pazarze, zm. 21 czerwca 2008 w Nowym Sadzie) – serbski piłkarz, a także trener.

## Kariera piłkarska
W swojej karierze Gegić reprezentował barwy zespołów OFK Beograd oraz Mačva Šabac.

## Kariera trenerska
Gegić karierę szkoleniową rozpoczął w 1961 roku w klubie FK Bor. Następnie trenował Radnički Nisz oraz FK Sarajevo, a w 1965 roku został selekcjonerem reprezentacji Jugosławii, którą prowadził wraz z Aleksandarem Tirnaniciem, Milanem Antolkoviciem i Miljanem Miljaniciem. W roli trenera kadry zadebiutował 18 kwietnia 1965 w wygranym 1:0 meczu eliminacji Mistrzostw Świata 1966 z Francją. Drużynę Jugosławii poprowadził w czterech spotkaniach.
Potem Gegić został szkoleniowcem Partizana. W sezonie 1965/1966 doprowadził go do finału Pucharu Europy Mistrzów Klubowych, w którym Partizan został jednak pokonany przez Real Madryt. W następnym sezonie Gegić prowadził turecki klub Fenerbahçe SK, z którym zwyciężył w rozgrywkach Pucharu Ligi Tureckiej.
Następnie w latach 1967–1971 trenował Eskişehirspor. W sezonie 1970/1971 zdobył z nim Puchar Turcji oraz Superpuchar Turcji. W międzyczasie, w 1969 roku był selekcjonerem reprezentacji Turcji, którą poprowadził w sześciu meczach. W kolejnych latach Gegić pracował jeszcze jako szkoleniowiec FK Sarajevo, a także tureckich drużyn Beşiktaş JK, Adana Demirspor, Bursaspor, Fenerbahçe, Adanaspor, Eskişehirspor, Samsunspor oraz Diyarbakırspor.